# 在日チリ人
在日チリ人（ざいにちチリじん）は、日本に一定期間在住するチリ国籍の人々である。

## 統計
日本の法務省の在留外国人統計によると、2023年12月末時点で在日チリ人は1,179人である。
在留資格別（5位まで）
| 順位 | 在留資格                 | 人数 |
| ---- | ------------------------ | ---- |
| 1    | 永住者                   | 350  |
| 2    | 特定活動                 | 189  |
| 3    | 日本人の配偶者等         | 143  |
| 4    | 留学                     | 136  |
| 5    | 技術・人文知識・国際業務 | 135  |

都道府県別（5位まで）
| 順位 | 都道府県 | 人数 |
| ---- | -------- | ---- |
| 1    | 東京     | 390  |
| 2    | 千葉     | 102  |
| 3    | 神奈川   | 91   |
| 4    | 大阪府   | 68   |
| 5    | 埼玉県   | 57   |

## 著名人
- バスケス・バイロン（サッカー選手）